# Ermida Dom Bosco
A Ermida Dom Bosco é uma capela brasileira situada no Lago Sul, no Distrito Federal, localizada no Parque Ecológico Dom Bosco em Brasília. Dedicada a São João Bosco – também conhecido como Dom Bosco – o monumento representa um importante marco religioso, cultural e histórico da capital federal.

## História

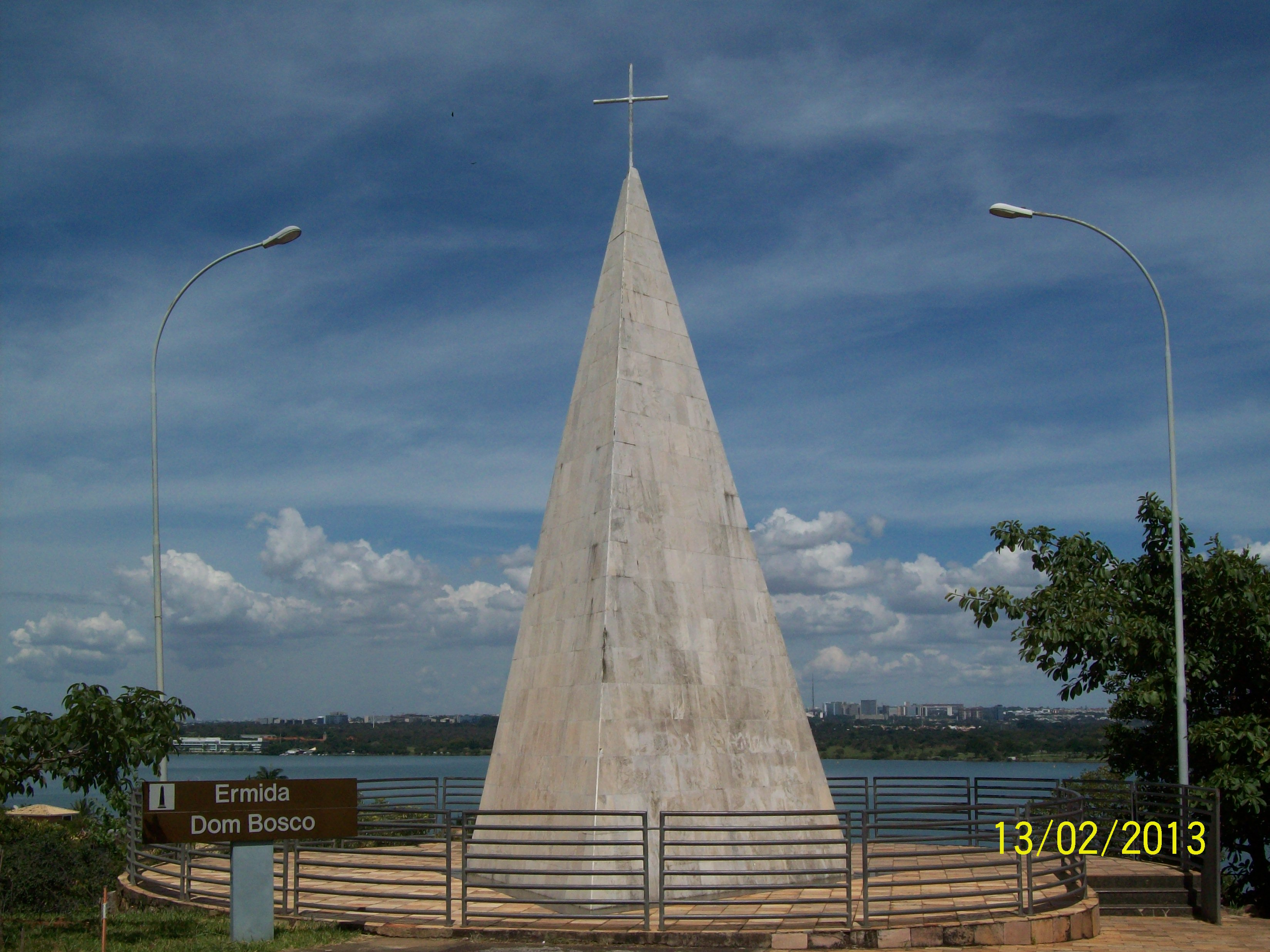

A construção da Ermida Dom Bosco foi iniciada na década de 1950 e concluída em 1957, sendo a primeira obra de alvenaria erguida em Brasília. O projeto está intimamente ligado à idealização da nova capital e à profecia atribuída a Dom Bosco, que, em 1883, teria vislumbrado uma "terra prometida" entre os paralelos 15° e 20° do Hemisfério Sul.
Inicialmente, a construção objetivava homenagear o padroeiro de Brasília, fortalecendo a identidade religiosa da cidade e marcando o espaço onde se desenvolveria a espiritualidade e a cultura local. Com o tempo, a ermida consolidou-se como um polo turístico e de lazer, integrando as melhorias e adaptações realizadas no Parque Ecológico Dom Bosco, especialmente para garantir acessibilidade e a preservação de seu entorno.
Em 2020, o local passou por reformas que trouxeram mais acessibilidade, como rampas de acesso, pisos táteis e placas com orientações em Braille.

## Tombamento
Devido ao seu valor histórico, cultural e arquitetônico, a Ermida Dom Bosco foi protegida por meio de tombamento. A medida de preservação patrimonial visa manter as características originais do monumento e do seu entorno, essenciais para a integridade da paisagem planejada de Brasília. O tombamento ocorreu por meio do Decreto nº 11.032, de 02 de março de 1988, emitido pelo governo do Distrito Federal.

## Arquitetura

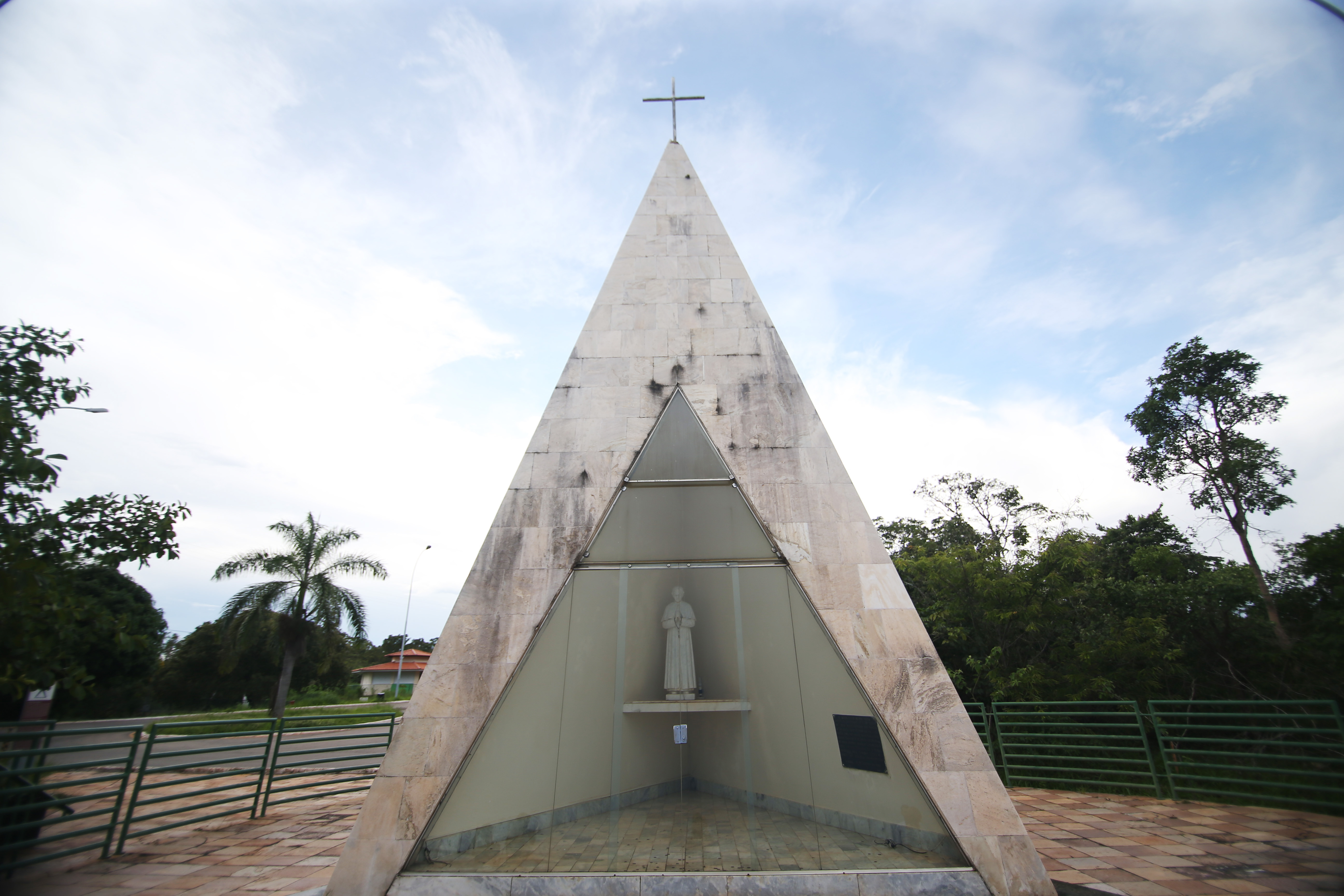
Escultura de Dom Bosco

Projetada por Oscar Niemeyer, a Ermida Dom Bosco apresenta um estilo modernista marcado por formas geométricas simples, linhas puras e um uso expressivo do concreto aparente. A capela possui um traçado piramidal que descansa sobre uma plataforma elevada, revestida com mármore e com uma cruz de metal no topo. No seu interior há uma imagem de Dom Bosco esculpida em mármore de carrara, assinada pelos irmãos italianos Arreghini.

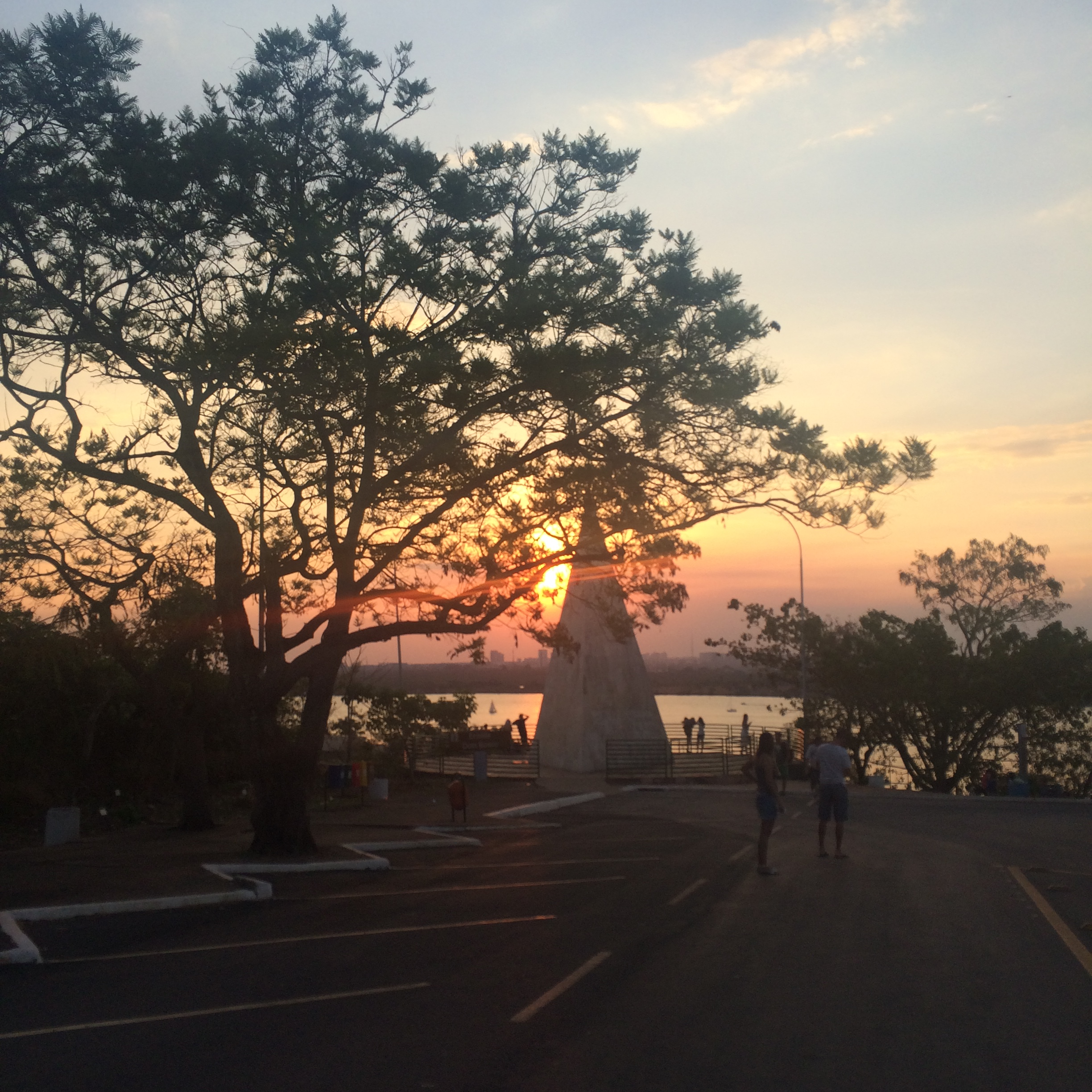
A ermida vista de trás, e o Lago Paranoá ao fundo

## Legado e Atrações
Aproximadamente 20 mil pessoas passam pela Ermida Dom Bosco por mês. Atualmente, a Ermida Dom Bosco não se destaca apenas por sua relevância histórica e arquitetônica, mas também como ponto de lazer e contemplação. Integrada ao Parque Ecológico Dom Bosco, o monumento atrai visitantes interessados em apreciar o pôr do sol, realizar caminhadas, praticar esportes e desfrutar de atividades ao ar livre, contribuindo para a promoção do turismo ecológico e cultural em Brasília.

## Ligações Externas
- [http://WikiMapia.org/#lat=-15.797772&lon=-47.810306&z=18&l=9&m=h&v=2 Vista aérea no Wi
- iPatrimonio – Brasília: Ermida Dom Bosco